# トラヴィス・スチュアート
トラヴィス・スチュアート(Travis Stewart、1982年3月4日 - )は、主にエレクトロニカ等の電子音楽を作曲する音楽家で、Merckの設立に大きく貢献した一人である。
既存の音声やサンプルを細かく切り刻んで新しいフレーズを作り出すカットアップという手法を用いることで知られ、特にMerckに所属していた際に多用していた。2010年代以降はアジーリア・バンクスやDawn Richardらのプロデュースや、他ミュージシャンとのコラボレーションも積極的に行っている。

## 経歴
彼のデビューアルバムはシンドローン(Syndrone)名義によるもので、Autechreのようなグリッチノイズと、旋律的な要素を特徴とする作品である。このデビューアルバムTriskaidekaは生産された1000枚全てが完売し、ヨーロッパのIDMを扱うレーベル、Djak-Up-Bitch(DUB)によって4曲に編集された12インチのEPとして再発されることとなった。
また、彼は2000年より音響のマスタリングを学ぶ為の専門学校に通い、そこで様々な楽器や音楽サンプルと出合った。この経験が彼の新しい名義である、マシーンドラム(Machinedrum)に直結することとなる。このマシーンドラムという名義は前述のシンドローン名義とは打って変わってヒップホップ調の音色や展開、IDM的な旋律や、Prefuse73のようにラップのボーカルをサンプリングし、細切れにして並べ直したカットアップと呼ばれる音楽的技法が特徴で、ナウ・ユー・ノウ、ハーフ・ザ・バトル等のアルバムをリリースしていった後、更に音楽的に成長した印象を受けるアーバン・バイオロジー、ビッドネズの2タイトル、また再びシンドローン名義によるアルバムSalmataxiaを発表する。

## ディスコグラフィ

### Machinedrum名義

#### アルバム
- Now You Know - Merck (2001年)
- Half the Battle - Merck (2001年)
- Urban Biology - Merck (2002年)
- Bidnezz - Merck (2004年)
- Mergerz & Acquisitionz - Merck (2006年)
- Cached - The Inside (2006年)
- Want to 1 2? - Normrex (2009年)
- Room(s) - Planet Mu（英語版） (2011年)
- Vapor City - Ninja Tune (2013年)
- Vapor City Archives - Ninja Tune (2014年)
- Human Energy - Ninja Tune (2016年)
- A View of U - Ninja Tune (2020年)
- 3FOR82 - Ninja Tune (2024年)

#### シングル&EP
- Half the Battle 2 - Merck (2003年)
- Half the Battle 3 - Merck (2004年)
- Late Night Operation - Normrex (2009年)
- Many Faces EP - LuckyMe（英語: LuckyMe (record label)） (2010年)
- Let It EP - Innovative Leisure (2010年)
- Sacred Frequency EP - Planet Mu (2011年)
- Alarma 12” - LuckyMe (2011年)
- Ecstasy Boom - Independent (2011年)
- SXLND EP - LuckyMe (2012年)
- Nastyfuckk EP - The Index (2012年)
- Eyesdontlie - Ninja Tune (2013年)
- Gunshotta Ave. - Ninja Tune (2013年)
- Fenris District - Ninja Tune (2014年)
- Angel Speak (feat. Melo-X) - Ninja Tune (2016年)
- What Is This - Ninja Tune (2017年)
- 1 2 B Needed - Ninja Tune (2017年)
- Hype Up - Ninja Tune (2018年)
- Machinedrum & Holly - Berry Patch - VISION (2020年)
- Psyconia - Ninja Tune (2021年)
- Machinedrum & Holly - 天の川(River Of Heaven) - VISION (2023年)
- 4#TRAX - Ninja Tune (2023年)

#### その他
- Nice Effort(Remixes 2005-2010) (2013年) - 2005~2010年までのリミックス楽曲を収録したアルバム。

- Vapor City Citizenship Programme (2013年~2014年) - machinedrum.netのニュースレター登録者限定で2013年秋~2014年春まで無料配信。

### tstewart名義
- Living Exponentially - Merck (2006年)
- The Image Generation - LuckyMe (2010年)
- Elysian - Mercury KX (2021年)

### Syndrone名義
- Triskaideka - Merck (2000年)
- Triskaideka EP - Merck (2001年)
- Salmataxia - Merck (2004年)

### Aden名義
- Four - Ultramajic (2014年)
- Whip EP - Ultramajic (2014年)
- Tanz EP - Ultramajic (2015年)

### Sepalcure名義

#### アルバム
- Sepalcure - Hotflush（英語版） (2011年)
- Folding Time - Hotflush (2016年)

#### シングル&EP
- Love Pressure - Hotflush (2010年)
- Fleur - Hotflush (2011年)
- Pencil Pimp - Hotflush (2011年)
- Eternally Yrs - Hotflush (2012年)
- Make You - Hotflush (2013年)
- Fight For Us / Loosen Up - Hotflush (2016年)

### J-E-T-S名義
- JETS EP - Leisure System (2012年)
- The Chants - Ultramajic (2015年)
- ZOOSPA - Innovative Leisure (2019年)
- ZAPS EP - Innovative Leisure (2019年)

### Dream Continuum名義
- Reworkz E.P. - Planet Mu (2012年)
- Ride Away - Gradients Vol.2, Astrophonica (2018年)